# Vršački vinogradi
Vršački vinogradi (code BELEX : VRVI) est une entreprise serbe qui a son siège social à Vršac, dans la province de Voïvodine. Elle travaille dans le secteur des vins et spiritueux.

## Histoire
Vršački vinogradi a été admise au marché non régulé de la Bourse de Belgrade le 19 avril 2007.

## Activités
Vršački vinogradi propose des vins blancs de chardonnay, riesling, traminer, pinot blanc, muscat ottonel, tous originaires des vignobles de Vršac. Elle vend également du vin rouge et des alcools de raisin, dont de la loza.

## Données boursières
Le 21 juin 2013, l'action de Vršački vinogradi valait 1 248 RSD (10,91 EUR). Elle a connu son cours le plus élevé, soit 7 500 RSD (65,56 EUR), le 8 mai 2007 et son cours le plus bas, soit 1 200 RSD (10,49 EUR), le 23 juillet 2009.
Le capital de Vršački vinogradi est détenu à hauteur de 72,78 % par des entités juridiques, dont 59,13 % par l'Agence de privatisation de la république de Serbie et 12,71 % par l'Akcionarski fond Beograd ; les personnes physiques en détiennent 27,21 %.